# Championnats d'Europe juniors d'athlétisme 2001
Navigation
1999 2003
Les 16es Championnats d'Europe juniors d'athlétisme se sont déroulés à Grosseto (Italie) du 19 au 22 juillet 2001, au stade olympique communal inauguré en 1960.

## Faits marquants
Ces Championnats voient l'arrivée du steeple féminin, et l'épreuve de marche féminine passe de 5 000 m à 10 000 m.

## Résultats

### Garçons
| Épreuves                           | Or                                                                                          | Argent                                                                         | Bronze                                                                            |
| ---------------------------------- | ------------------------------------------------------------------------------------------- | ------------------------------------------------------------------------------ | --------------------------------------------------------------------------------- |
| 100 m (Vent : +2,4 m/s)            | Mark Lewis-Francis 10 s 09 (w)                                                              | Tim Goebel 10 s 18 (w)                                                         | Igor Blažević 10 s 31 (w)                                                         |
| 200 m (Vent : +0,8 m/s)            | Ronald Pognon 20 s 80                                                                       | Kevin Rans 20 s 89                                                             | Dwayne Grant 20 s 92                                                              |
| 400 m                              | Tim Benjamin 46 s 43                                                                        | Johan Wissman 46 s 81                                                          | Bastian Swillims 46 s 88                                                          |
| 800 m                              | René Herms 1 min 46 s 98                                                                    | Arnoud Okken 1 min 48 s 02                                                     | Ricky Soos 1 min 48 s 43                                                          |
| 1 500 m                            | Cosimo Caliandro 3 min 48 s 49                                                              | Tomasz Babiszkiewicz 3 min 48 s 66                                             | Arturo Casado 3 min 48 s 76                                                       |
| 5 000 m                            | Mohamed Farah 14 min 09 s 91                                                                | Bruno Saramago 14 min 11 s 65                                                  | Noel Cutillas 14 min 12 s 43                                                      |
| 10 000 m                           | Vasyl Matviychuk 30 min 43 s 19                                                             | Aliaksandr Nikalayuk 30 min 46 s 37                                            | Abdulrahman Kara 31 min 00 s 36                                                   |
| 3 000 mètres steeple               | Radosław Popławski 8 min 46 s 36                                                            | Mircea Bogdan 8 min 49 s 76                                                    | Christoforos Meroussis 8 min 51 s 87                                              |
| 110 mètres haies (Vent : +1,2 m/s) | Philip Nossmy 13 s 81                                                                       | Sebastian Siebert 13 s 83                                                      | Dominic Girdler 14 s 16                                                           |
| 400 mètres haies                   | Christian Duma 50 s 26                                                                      | Henning Hackelbusch 50 s 76                                                    | Mikhail Lipskiy 51 s 00                                                           |
| 10 000 m marche                    | Evgeni Demkov 43 min 34 s 12                                                                | Sergei Lystov 43 min 39 s 46                                                   | Benjamin Kuciński 43 min 44 s 87                                                  |
| 4 × 100 m                          | Royaume-Uni Tyrone Edgar Dwayne Grant Tim Benjamin Mark Lewis-Francis 39 s 24               | France Steve Bonvard Ronald Pognon Xavier Guillaume Ladji Doucouré 39 s 76     | Pologne Mariusz Latkowski Marcin Świerczyński Krzysztof Koczoń Paweł Ptak 39 s 96 |
| 4 × 400 m                          | Pologne Marcin Marciniszyn Michał Matyjaszczyk Piotr Kędzia Karol Grzegorczyk 3 min 06 s 12 | Royaume-Uni Robert Tobin Russell Nicholls Sam Ellis Tim Benjamin 3 min 06 s 21 | Espagne David Melo Diego Ruíz Jairo Vera Jorge Artal 3 min 07 s 47                |
| Saut en hauteur                    | Andrei Chubsa 2,23 m                                                                        | Jiří Křehula 2,21 m                                                            | Mickaël Hanany 2,19 m                                                             |
| Saut à la perche                   | Dmitriy Kuptsov 5,55 m                                                                      | Kevin Rans 5,50 m                                                              | Stávros Kouroupákis 5,35 m                                                        |
| Saut en longueur                   | Loúis Tsátoumas 7,98 m (w)                                                                  | Jan Žumer 7,72 m (w)                                                           | Dmitriy Sapinskiy 7,72 m                                                          |
| Triple saut                        | Marian Oprea 16,65 m                                                                        | Jonathan Moore 16,43 m                                                         | Viktor Yastrebov 16,43 m                                                          |
| Lancer du poids                    | Michał Hodun 18,23 m                                                                        | Robert Häggblom 17,96 m                                                        | Marco Fortes 17,86 m                                                              |
| Lancer du disque                   | Michał Hodun 57,95 m                                                                        | Arnošt Holovský 54,46 m                                                        | Dzmitry Sivakou 54,23 m                                                           |
| Lancer du marteau                  | Krisztián Pars 69,42 m                                                                      | Aleksey Elisseev 68,32 m                                                       | Eşref Apak 67,56 m                                                                |
| Lancer du javelot                  | Aleksandr Ivanov 80,18 m                                                                    | Andreas Thorkildsen 76,98 m                                                    | Saku Kuusisto 76,98 m                                                             |
| Décathlon                          | Ladji Doucouré 7 747 pts                                                                    | Lars Albert 7 683 pts                                                          | Atis Vaisjūns 7 497 pts                                                           |

### Filles
| Épreuves                           | Or                                                                                  | Argent                                                                                | Bronze                                                                          |
| ---------------------------------- | ----------------------------------------------------------------------------------- | ------------------------------------------------------------------------------------- | ------------------------------------------------------------------------------- |
| 100 m (Vent : +2,1 m/s)            | Katchi Habel 11 s 24 (w)                                                            | Gwladys Belliard 11 s 50 (w)                                                          | Amelie Huygues 11 s 59 (w)                                                      |
| 200 m (Vent : +1,4 m/s)            | Vernicha James 22 s 93                                                              | Katchi Habel 23 s 38                                                                  | Maja Nose 23 s 60 (NJR)                                                         |
| 400 m                              | Tatiana Firova 52 s 94                                                              | Lisa Miller 53 s 29                                                                   | Kim Wall 53 s 52                                                                |
| 800 m                              | Lucia Klocová 2 min 03 s 76                                                         | Kerstin Werner 2 min 03 s 99                                                          | Tetyana Petlyuk 2 min 04 s 15                                                   |
| 1 500 m                            | Ljiljana Ćulibrk 4 min 13 s 13                                                      | Emma Ward 4 min 13 s 51                                                               | Riina Tolonen 4 min 14 s 48 (NJR)                                               |
| 3 000 m                            | Elvan Abeylegesse 8 min 53 s 42 (NJR)                                               | Tatiana Tchoulakh 9 min 02 s 64                                                       | Ulla Tuimala 9 min 07 s 35                                                      |
| 5 000 m                            | Elvan Abeylegesse 15 min 21 s 12 (NJR)                                              | Elina Lindgren 16 min 11 s 55                                                         | Collette Fagan 16 min 16 s 39                                                   |
| 100 mètres haies (Vent : +2,1 m/s) | Gergana Stoyanova 13 s 04 (w)                                                       | Adrianna Lamalle 13 s 08 (w)                                                          | Lucie Škrobáková 13 s 30 (w)                                                    |
| 400 mètres haies                   | Zofia Malachowska 57 s 78                                                           | Patricia Lopes 57 s 93 (NJR)                                                          | Maria Menschikova 58 s 83                                                       |
| 10 000 m marche                    | Tatiana Kozlova 46 min 22 s 67                                                      | Athanasía Tsoumeléka 46 min 29 s 20 (NJR)                                             | Beatriz Pascual 46 min 49 s 81                                                  |
| 2 000 mètres steeple               | Cătălina Oprea 6 min 34 s 89                                                        | Gwendoline Despres 6 min 36 s 06 (NJR)                                                | Antje Hoffmann 6 min 36 s 67                                                    |
| 4 × 100 m                          | Allemagne Nadine Hentschke Christa Kaufmann Kerstin Grötzinger Katchi Habel 44 s 16 | France Amélie Huyghes Cécile Sellier Gwladys Belliard Adrianna Lamalle 44 s 37        | Royaume-Uni Danielle Norville Eleanor Caney Amy Spencer Vernicha James 44 s 66  |
| 4 × 400 m                          | Royaume-Uni Kim Wall Olivia Hines Vernicha James Lisa Miller 3 min 34 s 63          | Allemagne Eileen Müller Claudia Hoffmann Nadine Balkow Larissa Kettenis 3 min 36 s 20 | Roumanie Diana Koroszi Liliana Barbulescu Norica Manafu Maria Rus 3 min 41 s 12 |
| Saut en hauteur                    | Ramona Pop 1,92 m                                                                   | Anna Tchitcherova 1,90 m                                                              | Anna Ksok 1,90 m                                                                |
| Saut à la perche                   | Yelena Isinbayeva 4,40 m                                                            | Nataliya Kushch 4,15 m                                                                | Vanessa Boslak 4,15 m                                                           |
| Saut en longueur                   | Anastasia Ilina 6,38 m                                                              | Alina Militaru 6,32 m                                                                 | Katarzyna Klisowska 6,26 m                                                      |
| Triple saut                        | Anastasia Ilina 14,12 m                                                             | Athanasía Pérra 13,73 m (w)                                                           | Viktoriya Gurova 13,68 m                                                        |
| Lancer du poids                    | Natallia Khoroneko 16,92 m                                                          | Kristin Marten 16,02 m                                                                | Claudia Villeneuve 15,82 m                                                      |
| Lancer de disque                   | Natalya Fokina 56,69 m                                                              | Vera Begić 55,02 m                                                                    | Olga Tchernogorova 54,49 m                                                      |
| Lancer du marteau                  | Ivana Brkljačić 64,18 m                                                             | Martina Danišová 61,97 m                                                              | Berta Castells 61,04 m                                                          |
| Lancer du javelot                  | Halina Kakhava 55,40 m                                                              | Goldie Sayers 55,40 m (NJR)                                                           | Marion Bonaudo 53,71 m                                                          |
| Heptathlon                         | Carolina Klüft 6 022 pts                                                            | Maren Freisen 5 956 pts                                                               | Olga Karas 5 745 pts                                                            |

## Tableau des médailles[1]
- Pays hôte

| Rang  | Nation      | Or | Argent | Bronze | Total |
| ----- | ----------- | -- | ------ | ------ | ----- |
| 1     | Russie      | 8  | 4      | 5      | 17    |
| 2     | Royaume-Uni | 6  | 5      | 6      | 17    |
| 3     | Pologne     | 5  | 1      | 4      | 10    |
| 4     | Allemagne   | 4  | 9      | 2      | 15    |
| 5     | Roumanie    | 3  | 2      | 1      | 6     |
| 6     | Biélorussie | 3  | 1      | 2      | 6     |
| 7     | France      | 2  | 5      | 5      | 12    |
| 8     | Ukraine     | 2  | 1      | 2      | 5     |
| 9     | Croatie     | 2  | 1      | 1      | 4     |
| 10    | Suède       | 2  | 1      | 0      | 3     |
| 11    | Turquie     | 2  | 0      | 2      | 4     |
| 12    | Grèce       | 1  | 2      | 2      | 5     |
| 13    | Slovaquie   | 1  | 1      | 0      | 2     |
| 14    | Bulgarie    | 1  | 0      | 0      | 1     |
| 14    | Hongrie     | 1  | 0      | 0      | 1     |
| 14    | Italie      | 1  | 0      | 0      | 1     |
| 17    | Finlande    | 0  | 2      | 3      | 5     |
| 18=   | Portugal    | 0  | 2      | 1      | 3     |
| 18    | Tchéquie    | 0  | 2      | 1      | 3     |
| 20    | Belgique    | 0  | 2      | 0      | 2     |
| 21    | Slovénie    | 0  | 1      | 1      | 2     |
| 22=   | Pays-Bas    | 0  | 1      | 0      | 1     |
| 22=   | Norvège     | 0  | 1      | 0      | 1     |
| 24    | Espagne     | 0  | 0      | 5      | 5     |
| 25    | Lettonie    | 0  | 0      | 1      | 1     |
| Total | Total       | 44 | 44     | 44     | 132   |